# 太田市やぶ塚かかし祭り
太田市やぶ塚かかし祭り(おおたしやぶづかかかしまつり)は、群馬県太田市藪塚町で毎年開催されている祭り。藪塚本町三島神社公園(太田市藪塚町519)で行われている。

## 概要
1984年にスタート。毎年、その年に合ったテーマのかかしが展示される。

## 過去のテーマ
- 2020年（令和2年）

ブルーを基調とした色のかかしで統一     ～医療従事者などの最前線で働く関係者へ感謝しますの気持ちを込めて～
- 2021年（令和3年）

アフターコロナに向けて〜

## かかまる
かかまるは、当祭りのマスコットキャラクターである。太田市新田商工会青年部に属す。やぶ塚温泉付近に高さ10メートルのかかまるが立っている。日本一の一本足かかしとうたっている。

## アクセス
- 東武桐生線藪塚駅より徒歩約10分[2]